# Meihekou
Meihekou (梅河口市S, MéihékǒuP) è una città-contea della Cina, situata nella provincia di Jilin e amministrata dalla prefettura di Tonghua.